# Patrioții Bulgariei
Patrioții Bulgariei (în bulgară Българските патриоти, transliterat: Bălgarskite patrioti) a fost o alianță electorală naționalistă formată din IMRO – Mișcarea Națională Bulgară, Mișcarea Volia și Frontul Național pentru Salvarea Bulgariei.
Liderii celor trei partide nu vor fi candidați pentru funcția de deputat, așa cum a propus Karakaceanov, din cauza luptelor anterioare care au dus la dizolvarea coalițiilor „patriotice”.

## Istorie electorală
| Alegeri    | Voturi | %     | Poziție | Locuri  | +/– | Guvern           |
| ---------- | ------ | ----- | ------- | ------- | --- | ---------------- |
| Iulie 2021 | 85,796 | 3.10% | 7       | 0 / 240 | ▬   | Extraparlamentar |